# Stepa Stepanović

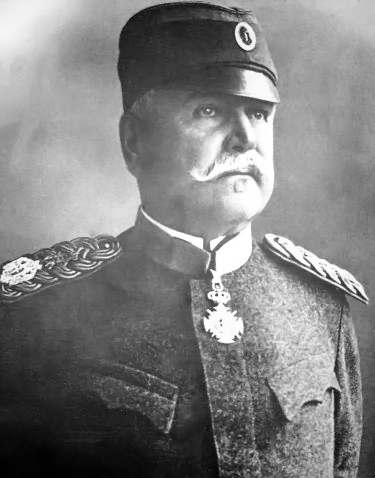
Stepa Stepanovic

Stepan „Stepa“ Stepanović, (serbisch: Степа Степановић, ausgesprochen [stɛ̌ːpa stɛpǎːnoʋitɕ], * 11. März (28. Februar) 1856 in Kumodraž bei Belgrad; † 29. April 1929 in Čačak) war ein serbischer General und Kriegsminister, der im Serbisch-Türkischen Krieg, im Serbisch-Bulgarischen Krieg kommandierte. Im Ersten und Zweiten Balkankrieg sowie im Ersten Weltkrieg kommandierte er die 2. Armee, zuletzt war er auch Woywode (Feldmarschall) des Serbischen Königreiches.

## Leben
Stepanovic wurde 1856 als dritter Sohn von Iwan Stepanović und der Radojka (geb. Nikolić) im heutigen Belgrader Distrikt Voždovac geboren. Er wurde nach seinem Großvater Stepan benannt, nach dem seine ganze Familie den Nachnamen trägt. Er beendete die dreijährige Grundschule in Kumodraž und besuchte das Gymnasium im Herrenhaus des Hauptmannes Miša. Im September 1874, als er in die sechste Klasse des Gymnasiums eintreten sollte, trat Stepanovic ohne Aufnahmeprüfung in die 11. Klasse der Artillerieschule über.
Im September 1875 erhielt Stepa Stepanovic zusammen mit seinen Klassenkameraden den Rang eines Unteroffiziers und im Mai 1876 nach bestandener Prüfung wurde er Wachmann. Im Juni 1876, nachdem der  Serbisch-Osmanische Krieg ausgebrochen war, erhielt die Kadetten der gesamten 11. Klasse den Rang eines Feldwebels und wurde an die Front geschickt. Er wurde als Ordonnanzoffizier ins Hauptquartier der Division Šumadija (Oberst Ljubomir Uzun-Mirković) abkommandiert. Nach dem Fall von Knjaževac kam Stepanović zum neu gebildeten 4. Korps unter der Führung von Oberst Đura Horvatić. Nach dem Waffenstillstand vom 1. November 1876 wurde er am 1. Dezember zum Leutnant und am 13. Februar 1877 zum Kommandeur der 3. Kompanie des 3. Bataillons ernannt.
Im Zweiten Serbisch-Türkischen Krieg (1877–1878) spielte Stepa Stepanović eine wichtige Rolle bei der Einnahme von Pirot. General Jovan Belimarković konnte diese Stadt nicht nehmen, weil die Osmanen die Orte Nišor und Budin del stark befestigt hatte. Durch einen Angriff auf die linke Flanke von Nišor konnte Stepanović am Morgen des 27. September 1877 das Schicksal von Pirot entscheiden. Für diesen Erfolg wurde Stepanović mit dem Orden des Heiligen Stvetislaw III. Klasse mit Schwertern ausgezeichnet.
Im September 1880 wurde er auf eigenen Wunsch zum Dienst nach Kragujevac berufen. Dort war er Kommandeur der 2. Kompanie im 3. Bataillon des stehenden Heeres. Im Oktober 1880 wurde er Kommandeur der 1. Kompanie im selben Bataillon. In Kragujevac traf er seine zukünftige Frau Jelena (1861–1843), Tochter von Velislav Milanović und heirateten am 25. Juli 1881. Im nächsten Jahr, am 21. April 1882, wurde seine erste Tochter Milica geboren und ein Jahr darauf seine zweite Tochter Danica.
Im Serbisch-Bulgarischen Krieg war Stepanović während der Schlacht bei Sliwniza (17. November 1885) Kommandant der 1. Kompanie im 2. Bataillon, die Teil der Šumadija-Division war. Seine Division griff das Dorf Vrapče an und zwang die Bulgaren zum Rückzug. Wenige Tage später wurde Stepanović Kommandeur des 1. Bataillons im 12. Regiment und griff zusammen mit den Truppen von Oberst Binički das geschwächte bulgarische Zentrum bei Slivnitsa an. Die Bulgaren wurden zurückgeworfen und die Serben besetzten Aldomirowzi. Bei Gurguljat wurde aber der Vormarsch der Morava-Division vorzeitig gestoppt, am 19. November befahl König Milan den allgemeinen Rückzug nach Pirot. Am 22. Oktober 1888 wurde er als Hauptmann 2. Klasse Anwärter für den Dienst im Generalstab. Er wurde zum Kommandeur des 5. Bataillons in Požega und an am 8. Mai 1892 zum Major ernannt. Am 30. März 1897 wurde er dann stellvertretender Kommandeur des 6. Infanterieregiments in Belgrad und am 11. Mai desselben Jahres zum Oberst befördert. Am 11. November 1900 wurde er nach Zaječar versetzt und als Kommandeur einer Infanterie-Brigade der  Timok-Division eingesetzt. Am 18. August 1901 wurde Oberst im Generalstab befördert und am 11. November wurde er stellvertretender Exekutivdirektor des aktiven Militärkommandos. Er bekleidete diese Position bis zum 15. Dezember 1902, als er zum Generalstabschef ernannt wurde. Nach der Machtergreifung von König Petar I. Karađorđević wurde er Abteilungsleiter im Verteidigungsministerium und dann zum Kommandeur der Division Šumadija in Kragujevac ernannt. Am 29. Juni 1907 wurde er in den Rang eines Generals erhoben, blieb Kommandant des Militärdistrikts Šumadija und am 12. April 1908 im Kabinett von Nikola Pašić zum Verteidigungsminister ernannt.
Im Oktober 1908, nach der Annexion Bosniens durch Österreich-Ungarn, kam es in Serbien und Montenegro zu massiven Protesten. Viele Bürger wollten Krieg gegen Österreich-Ungarn führen, aber Stepanović als Kriegsminister versicherte dem Parlament, dass Land und Armee noch nicht kriegsbereit seien und noch große finanzielle Mittel und militärische Ausbildung fehlen würden. Im Januar 1910 wurde er Kommandeur des Divisionsdistrikts Morava und Anfang März 1911 erneut zum Verteidigungsminister ernannt. Stepanović entwickelte neben General Radomir Putnik und Oberst Živojin Mišić Pläne für die Mobilisierung, Konzentration und strategische Entwicklung der serbischen Armee im Kriegsfall gegen das Osmanische Reich. Im Herbst 1912 trat die Regierung von Milovan Milovanović ab, im neuen Kabinett unter Marko Trifković wurde dann Radomir Putnik neuer Verteidigungsminister.
Mit Beginn des Balkankrieges wurde Stepa Stepanović im Oktober 1912 Kommandeur der 2. Armee, die 60.000 Soldaten und 84 Kanonen verfügte, sich im Raum Küstendil–Dupniza konzentrierte und durch eine Offensive gegen Kumanowo die Verbindung zur 1. Armee herstellen konnte. Zu Beginn des Ersten Weltkriegs fungierte er als Vertreter des abwesenden Stabschefs Radomir Putnik und war verantwortlich für die Mobilisierung und anderer Kriegsvorbereitungen. Nach Putniks Rückkehr übernahm er wieder das Kommando über die 2. Armee. In der Schlacht von Cer (August 1914) hatte niemand damit gerechnet, dass das kleine Serbien das Vordringen Österreich-Ungarns über die Drina verhindern würde. Mit seinen Armeeverbänden gelang es Stepanovic aber einen Teil der österreichisch-ungarischen Truppen zu umgehen, sie einzukreisen, mit Artillerie auf sie zu schießen und sie zum Angriff herauszufordern, und mit anderen ausgeruhten Einheiten hat er ihre Linien praktisch zerschlagen. Dies war der erste große Sieg der serbischen Truppen, und er wurde zum Vojvoda (Feldmarschall) befördert. Seine Armee erzielte weitere Erfolge in der Schlacht an der Drina und in der Schlacht an der Kolubara. Zu Kriegsende befehligte er erneut die 2. Armee, die Teil der großen alliierten Offensive in Mazedonien war und am 15. September am entscheidenden Durchbruch erzielte. Die 2. Armee rückte bis zur bulgarischen Grenze vor und wandte sich nach der bulgarischen Kapitulation am 29. September 1918 wieder nach Westen.
Nachdem er seine Militärkarriere beendet hatte, zog er sich nach Čačak zurück, wo er selbst Holz hackte, gewöhnliche Bauernkleidung trug und Spaziergänge in der Moravica unternahm.